# Simplona arizonica
Simplona arizonica är en skalbaggsart som beskrevs av Thomas Casey 1897. Simplona arizonica ingår i släktet Simplona och familjen kortvingar. Inga underarter finns listade i Catalogue of Life.